# Microperoryctes murina
Microperoryctes murina är en pungdjursart som beskrevs av Johann Philip Emil Friedrich Stein 1932. Microperoryctes murina ingår i släktet muspunggrävlingar och familjen punggrävlingar. IUCN kategoriserar arten globalt som otillräckligt studerad. Inga underarter finns listade.
Pungdjuret förekommer på västra Nya Guinea. Arten vistas i bergstrakter som är täckta av tropisk regnskog.
Arten når en kroppslängd mellan 15 och 17 cm och därtill kommer en cirka 11 cm lång svans. Ovansidan är täckt av mörkgrå päls och undersidans päls är ljusare.